# Пушкин, Василий Дмитриевич
Василий Дмитриевич Пушкин (30.01.(12.02.)1907, Ярославль — 09.04.1976, Свердловск) — ответственный работник Уральского электрохимического комбината, лауреат Сталинской премии.
Окончил школу-семилетку 2-й ступени при станции Ярославль Северной железной дороги (1922) и работал там же делопроизводителем.
Окончил Иваново-Вознесенский энергетический институт, факультет теплотехники, по специальности инженер-механик (1931).
- 1931 — дежурный теплотехник Кизеловской электростанции Пермской области;
- ноябрь 1931 — ноябрь 1932 — служба в РККА;
- 1933—1941 — мастер, сменный инженер газогенераторной станции, старший инженер газового хозяйства Уралмашзавода (Свердловск).

С 1941 по 1946 год в армии, участник Великой Отечественной войны (32 зенитная артиллерийская дивизия РГК 21-й Армии). Дата окончания службы: 18.01.1946.
В 1946—1947 годах начальник бюро отдела главного энергетика завода № 50 (Свердловск).
С 1947 по 1973 г. работал на Уральском электрохимическом комбинате (г. Новоуральск Свердловской области): заместитель начальника цеха, руководитель наладочного бюро, заместитель начальника технического отдела, заместитель главного инженера, начальник технического отдела.
Один из руководителей создания производства по разделению изотопов урана. Принимал участие в наладке и пуске в эксплуатацию диффузионного оборудования, отработке технологических процессов на первом в СССР заводе по промышленному производству обогащенного урана.
С 1973 г. на пенсии, жил в Свердловске. Похоронен на Сибирском кладбище.
Лауреат Сталинской премии (Сталинские премии по Постановлению СМ СССР № 4964-2148сс/оп (06.12.1951)). Награжден орденами Красной Звезды (1944), Трудового Красного Знамени (1951), медалями.
Жена — Галина Александровна. Дочь — Татьяна (Шаврина).